# Trachea subviridis
Trachea subviridis là một loài bướm đêm trong họ Noctuidae.